# لیدیا دیویس

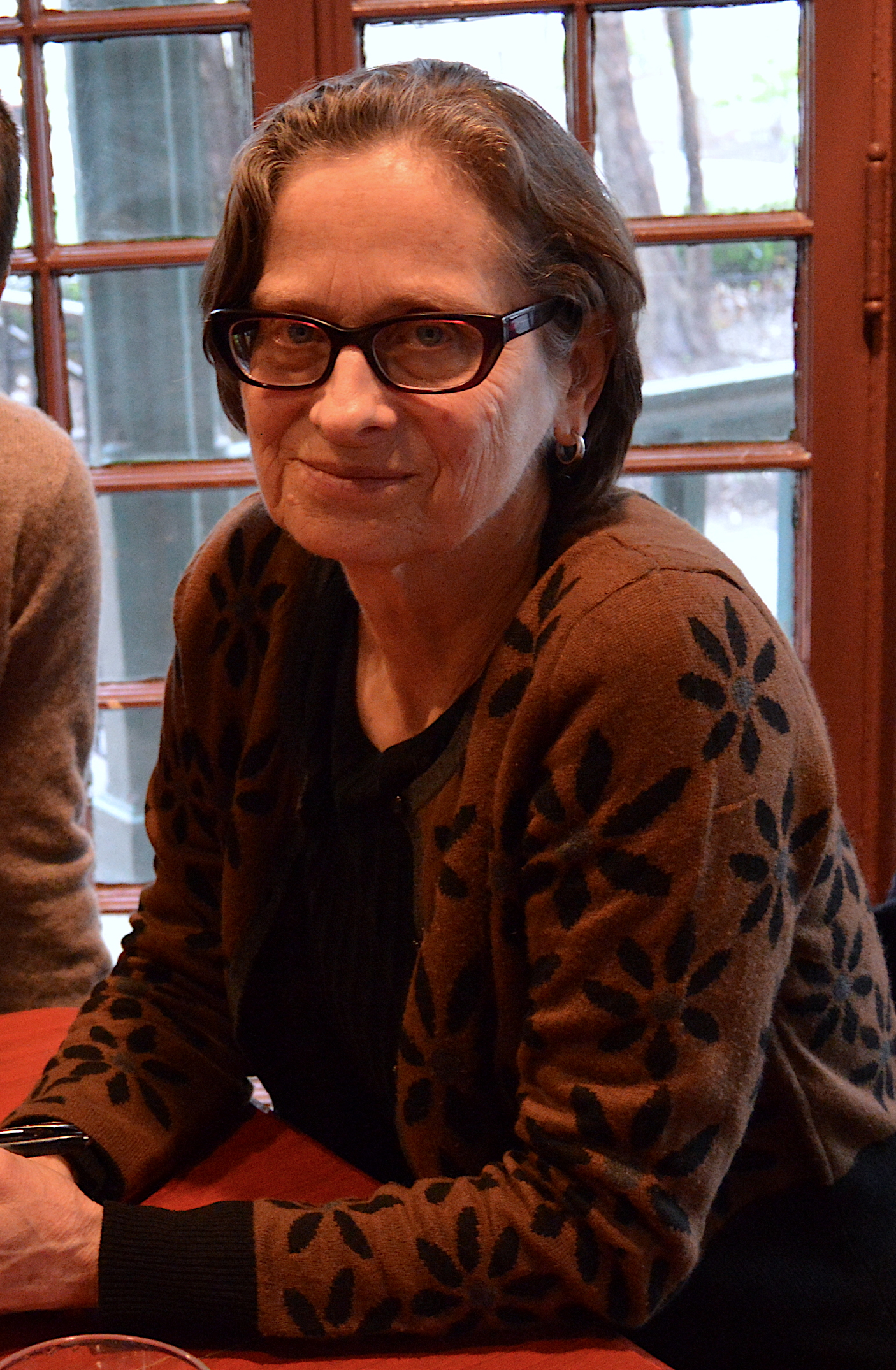
تصویری از وی

لیدیا دیویس (انگلیسی: Lydia Davis؛ زادهٔ ۱۵ ژوئیهٔ ۱۹۴۷) یک نویسنده داستان کوتاه، رمان و مترجم اهل ایالات متحده آمریکا است. او مترجم آثاری چون مادام بواری اثر گوستاو فلوبر و در جستجوی زمان از دست رفته اثر مارسل پروست به زبان انگلیسی است. وی همچنین برنده جوایزی همچون کمک هزینه گوگنهایم و جایزه بوکر شده‌است.

## زندگی
لیدیا دیویس در تاریخ ۱۵ ژوئیه ۱۹۴۷ در نورتهامپتون، ماساچوست به دنیا آمد. پدرش رابرت، منتقد و استاد دانشگاه و مادرش هپ نویسنده داستان‌کوتاه و معلم بود. لیدیا در ابتدا موسیقی را شروع کرد و نوازندگی پیانو و ویولن را فرا گرفت و پس از آن به نوشتن پرداخت. زمانی که در کالج بارنارد در نیویورک مشغول تحصیل بود بیشتر شعر می‌سرود.

لیدیا در سال ۱۹۷۴ با پل استر ازدواج کرد ولی در سال ۱۹۷۷ کارشان به جدایی کشید. از این رابطه صاحب پسری به نام دنیل شد. او استاد دانشگاه ایالتی نیویورک در آلبانی و در آنجا ادبیات خلاق تدریس می‌کند.

آثار داویس به زبان‌های مختلفی ترجمه شده‌است که توانسته از این جنبه جوایز چندی را از آن خود کند. داویس در سال ۲۰۱۳ توانست جایزه معتبر جایزه جهانی من بوکر را برای داستان نمی‌توانم و نمی‌خواهم از آن خود کند. تفاوت عمده داستان‌های داویس در مقایسه با داستان‌های دیگر در نوع برخورد وی با عناصر و فنون داستان پردازی است که از این منظر ویژگی متفاوتی به آثار وی بخشیده‌است. داویس در کنار داستان‌نویسی به کار ترجمه نیز مشغول است. وی به خاطر ترجمۀ آثار مشهور ادبی فرانسه به انگلیسی، نشان نشان هنر و ادب را از آن خود کرده‌است.

### آثار «لیدیا داویس» که به فارسی ترجمه شده‌اند
۱. کافکا شام می‌پزد،مجموعه داستان‌های کوتاه، ترجمه محمدصادق رئیسی،انتشارات سولار، ۱۳۹۲.
۲. قصه کوتاه زندگی واسیلی، یک داستان کوتاه، ترجمه محمدصادق رئیسی، انتشارات سولار، ۱۳۹۴.
۳. آخر داستان، ترجمه فریما مویدطلوع، نشر نیلوفر، ۱۳۹۴.
۴. نمی‌توانم و نمی‌خواهم، ترجمه اسدالله امرایی، نشر افق، ۱۳۹۵.